# Przegrupowanie (wojsko)
Przegrupowanie – zmiana istniejącego rozmieszczenia sił i środków. Zazwyczaj następuje drogą przemieszczeń wojsk z jednego rejonu (rubieży) do drugiego w celu stworzenia nowego ugrupowania, adekwatnego do zaistniałej sytuacji lub potrzeb pola walki.

## Rodzaje przegrupowań
- Przegrupowanie strategiczne – to zorganizowane przemieszczenie związków operacyjnych i taktycznych różnych rodzajów sił zbrojnych i wojsk w ramach jednego lub kilku teatrów działań wojennych w celu utworzenia nowych lub wzmocnienia istniejących zgrupowań strategicznych i ukształtowania dogodnego stosunku sił w toku walki. Najczęściej przybiera formę manewru strategicznego. Do jego przeprowadzenia wykorzystuje się transport kołowy, wodny, śródlądowy, kolejowy, powietrzny i morski[2].
- Przegrupowanie operacyjne – zmianę ugrupowania lub obszaru rozmieszczenia związku operacyjnego. Dokonywane ono może być w granicach zajmowanego obszaru (przegrupowanie sił z kierunków biernych w rejon głównego wysiłku) lub do innego obszaru, na inny kierunek. Szczególnym rodzajem przegrupowania jest rozwinięcie operacyjne, czyli przyjęcie ugrupowania do pierwszej operacji[1][2].
- Przegrupowanie taktyczne – zorganizowane przesunięcie oddziałów i związków taktycznych z rejonu wyjściowego na rubież wejścia do walki lub w ramach manewru z jednego na inny kierunek, zgodnie z zamiarem ich wykorzystania do realizacji zadań taktycznych[3].